# Уние
У́ние (хорв. Unije, итал. Unie) — остров в Хорватии, в северной части Адриатического моря. Остров расположен к западу от острова Лошинь и отделён от него проливом «Унийски канал».
Площадь острова — 16,92 км², он имеет сложную форму с многочисленными заливами. Наивысшая точка острова Уние — 132 м, длина береговой линии — 36,6 км. На северной и южной оконечности острова находятся два маяка. Единственным населённым пунктом острова Уние является одноименная деревня, расположенная на побережье в центральной части острова. Постоянное население деревни — 90 человек (2001), в туристический сезон население возрастает до 400—500 человек. Население занято рыбной ловлей, сельским хозяйством, туристическим обслуживанием. Остров связан паромом с городом Мали-Лошинь на острове Лошинь и Пулой, а также пассажирским катамараном с Мали-Лошинем и Риекой. Также на острове функционирует аэропорт для малой авиации.